# Alex English
Alexander "Alex" English (Colúmbia, 5 de janeiro de 1954) é um ex-jogador de basquete profissional, treinador e empresário norte-americano.
English jogou basquete universitário na Universidade da Carolina do Sul e foi selecionado pelo Milwaukee Bucks como a 23º escolha geral no draft da NBA de 1976. Ele foi uma estrela do Denver Nuggets na década de 1980, sendo o jogador que mais marcou pontos na NBA na década. English jogou 15 temporadas na NBA por quatro equipes e teve médias de 21,5 pontos e 5,5 rebotes. Ele foi nomeado oito vezes para o All-Star Game. Sua camisa número 2 foi aposentada pelo Denver Nuggets em 1992 e ele foi eleito para o Basketball Hall of Fame em 1997.
Depois que sua carreira de jogador terminou, English trabalhou como assistente técnico de várias equipes da NBA, esteve envolvido em vários empreendimentos comerciais, interessou-se por atuar e se tornou um embaixador da liga. Atualmente, ele faz parte do Conselho de Curadores da Universidade da Carolina do Sul.

## Primeiros anos
English nasceu e foi criado em Columbia, Carolina do Sul. Durante parte de sua infância, ele e seus irmãos moraram com a avó enquanto seus pais trabalhavam em Nova York. Durante esse tempo, ele muitas vezes subsistia com uma única refeição por dia.
English frequentou a Dreher High School, em Columbia. Em 31 de janeiro de 2020, sua camisa número 22 foi aposentada pela escola.

## Carreira universitária
English frequentou a Universidade da Carolina do Sul de 1972 a 1976. Ele foi titular em todos os jogos ao longo de uma carreira de quatro anos e foi sem dúvida a primeira estrela do esporte afro-americana na universidade. Ele marcou um recorde de 1.972 pontos e foi apenas o terceiro jogador da universidade a registrar mais de 1.000 rebotes. No âmbito acadêmico, English desenvolveu interesses que ainda mantém em arte, escultura, literatura e, especialmente, poesia. Ele se formou com um diploma de bacharel em Inglês em 1976.

## Carreira profissional

### Milwaukee Bucks (1976-1978)
English foi selecionado pelo Milwaukee Bucks como a 23º escolha geral no draft da NBA de 1976. Em duas temporadas com a equipe, ele jogou em 142 jogos e teve médias de 7,7 pontos, 5,6 rebotes e 4,4 assistências.

### Indiana Pacers (1978-1980)
English assinou com o Indiana Pacers como agente livre após a temporada de 1977-78. English se tornou titular em Indiana e começou a estabelecer uma reputação como artilheiro, com média de 16 pontos por jogo durante a temporada de 1978-79.

### Denver Nuggets (1980-1990)
English foi negociado com o Denver Nuggets em troca de George McGinnis no meio da temporada de 1979-80.
Em sua primeira temporada completa com os Nuggets em 1980-81, English jogou em 81 jogos e teve médias de 23,8 pontos e 8,0 rebotes.
Na temporada de 1981-82, English teve médias de 25,4 pontos, 6,8 rebotes e 5,3 assistências e a equipe avançou para a pós-temporada. Ele foi selecionado para a Segunda-Equipe da NBA e para o All-Star Game. Na temporada seguinte, em 1982-83, English conquistou o título de pontuação da liga com média de 28,4 pontos, enquanto o seu companheiro de equipe, Kiki Vandeweghe, ficou em segundo lugar com média de 26,7 pontos. Na temporada de 1983-84, ele ficou em quarto lugar na liga em pontuação.
Na temporada de 1984-85, English aumentou sua média de pontuação para 27,9 pontos. Denver venceu sua divisão e garantiu a segunda melhor campanha na Conferência Oeste. Nos playoffs de 1985, ele teve média de 30,2 pontos quando os Nuggets derrotaram o San Antonio Spurs e o Utah Jazz. Nas finais da conferência, English sofreu uma lesão no polegar direito no Jogo 4, que exigiu cirurgia e o deixou incapaz de jogar pelo resto da série. Eles perderam para o Los Angeles Lakers em cinco jogos. Com o Nuggets já lidando com lesões de outros jogadores, a lesão de English foi considerada por alguns como quase garantindo uma vitória dos Lakers na série. English mais tarde declarou em uma entrevista de 2006 que "acho que se não tivesse quebrado meu polegar, teríamos a chance de vencer o Lakers".
Na temporada da NBA de 1985–86, English teve uma média de 29,8 pontos, sua melhor média da carreira. Ele terminou em terceiro na liga atrás de Dominique Wilkins do Atlanta Hawks e Adrian Dantley do Utah Jazz. No All-Star Game da NBA de 1986, English estabeleceu seu recorde de All-Star ao marcar 16 pontos em 16 minutos fora do banco para o time do Oeste.
Em 1988, English recebeu o Prêmio de Cidadania J. Walter Kennedy por seus esforços de serviço comunitário.
Após a temporada de 1989-90, na qual a média de pontuação de English caiu para 17,9 e ele lutou muito para manter seu nível de jogo em comparação com as temporadas anteriores, English se tornou um agente livre e os Nuggets optaram por não renovar seu contrato.

### Dallas Mavericks (1990-1991)
Aos 36 anos, English assinou um contrato de um ano com o Dallas Mavericks. Ele foi reserva e teve média de 9,7 pontos e 3,2 rebotes. Ele jogou seu último jogo na NBA em 1991.

### Napoli (1991-1992)
Nenhum outro time da NBA assinou com English para a temporada de 1991-92, e depois de uma passagem pelo Basket Napoli da Itália, English encerrou sua carreira de jogador.

### Legado
Quando English deixou o Denver Nuggets, ele era o detentor de quase todos os recordes da equipe, incluindo mais pontos (21.645), assistências (3.679), jogos (837) e minutos (29.893).. Os Nuggets aposentaram a camisa número 2 de English em 1992. Em 2022, os 25.613 pontos de English o colocam em 23º na lista de maiores pontuadores de todos os tempos da NBA. Enquanto esteve em Denver, English foi selecionado oito vezes para o All-Star Game.
English se aposentou com médias de 21,5 pontos e 5,6 rebotes. Ele foi o primeiro jogador da NBA a marcar 2.000 pontos em oito temporadas consecutivas e tem a distinção de ser o artilheiro da NBA na década de 1980. English foi eleito para o Basketball Hall of Fame em 1997.

## Carreira de treinador
English começou sua carreira de treinador na National Basketball Development League (agora chamada NBA G League) como treinador principal do North Charleston Lowgators na temporada de 2001-02. Os Lowgators empataram com o melhor recorde durante a temporada regular e perderam nas finais do campeonato para o Greenville Groove.
Antes da temporada de 2002-03, English se juntou à equipe técnica do Atlanta Hawks. No ano seguinte, ele foi contratado pelo Philadelphia 76ers como assistente técnico.

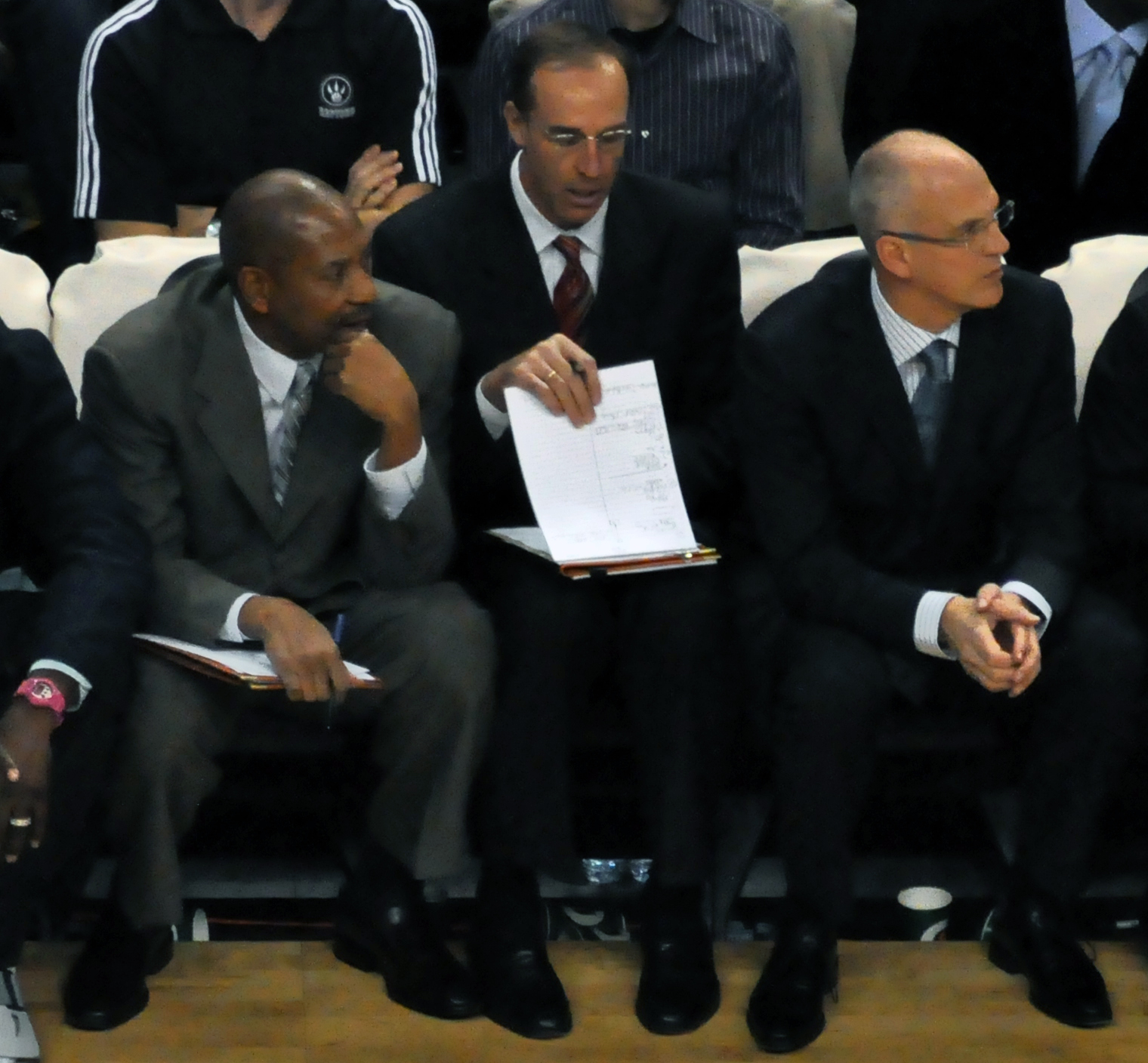
English (esquerda) com a equipe técnica do Toronto Raptors de 2009–10

English ingressou no Toronto Raptors em 2004 para atuar como assistente técnico e diretor de desenvolvimento de jogadores. Em 5 de junho de 2009, foi anunciado que English ficaria com os Raptors como assistente técnico. Em 13 de julho de 2011, com a equipe seguindo em uma nova direção após a contratação do novo técnico Dwane Casey, English foi dispensado.
Em 13 de janeiro de 20102, English foi adicionado à equipe técnica do Sacramento Kings sob o comando do técnico Keith Smart. Em 5 de junho de 2013, o novo técnico dos Kings, Michael Malone, anunciou que os assistentes técnicos de 2012–13, incluindo English, não seriam contratados para a temporada de 2013–14.

## Outros trabalhos

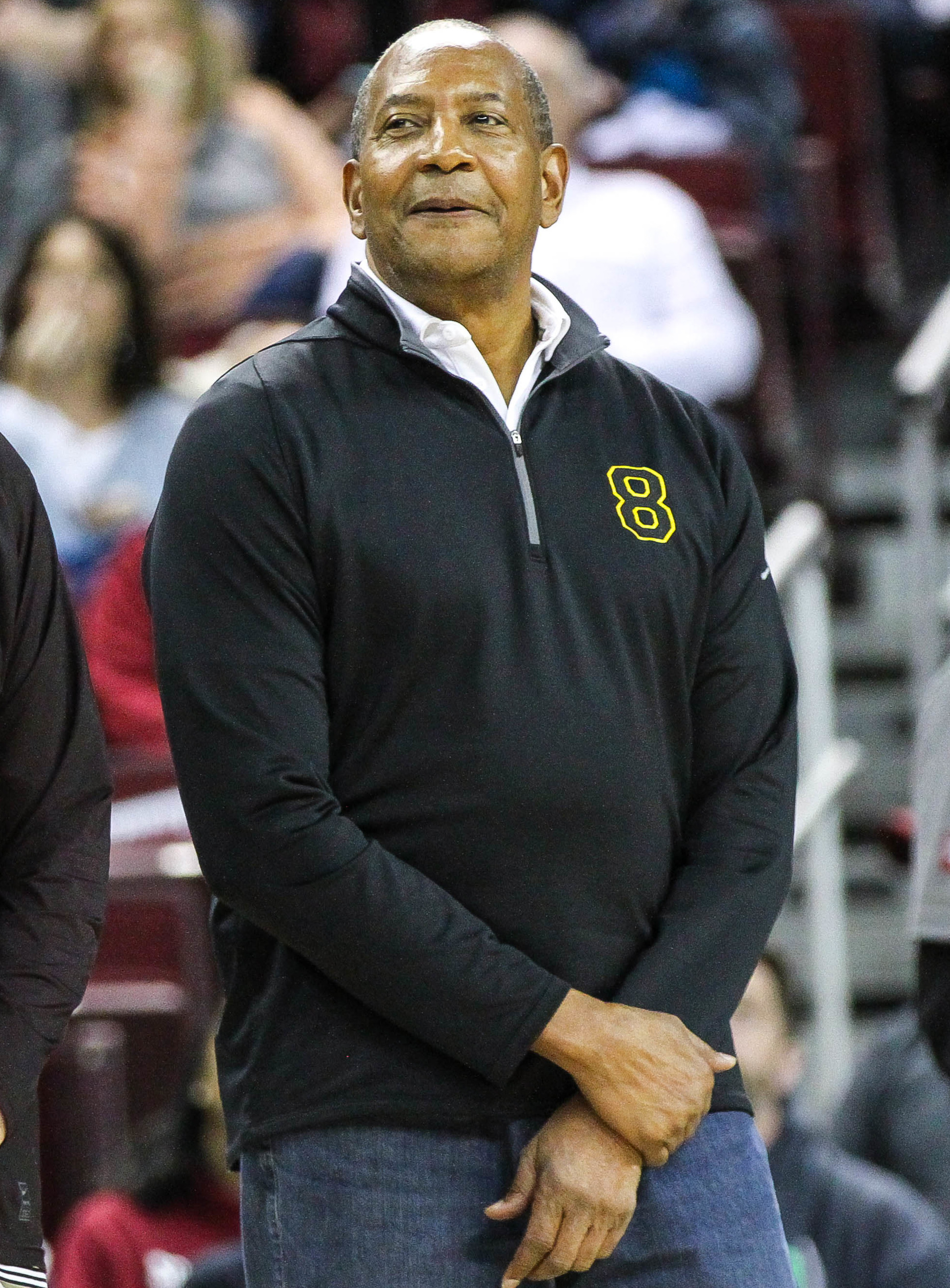
English em 2019

### Esportes
English foi o primeiro diretor de programas de jogadores da National Basketball Players Association.
A SEC Network anunciou em 11 de novembro de 2014 que English havia sido contratado como analista.
Desde 2014, English tem participado ativamente do programa Sports Diplomacy's Sports Envoy para o Departamento de Estado dos EUA. Nesta função, ele viajou para a Itália, Coréia do Sul e Chile, onde trabalhou com Nykesha Sales e Candace Wiggins para realizar clínicas e eventos de basquete que alcançaram mais de 1.900 jovens de áreas carentes. Ao fazê-lo, English ajudou a contribuir para a missão da Diplomacia Esportiva de alcançar as populações jovens, a fim de promover o crescimento e um governo democrático estável.
English participa do Basquetebol Sem Fronteiras. Ele é um embaixador da NBA e lecionou em academias da NBA em vários países.

### Negócios
English e sua esposa, Vanessa, eram donos das franquias Wendy's na Carolina do Sul. English também formou uma empresa chamada GreenSmart Botanicals, que vende produtos relacionados ao cânhamo.

### Atuação
English se interessou em atuar. Sua estréia como ator veio no filme de 1987, A Voz do Silêncio, interpretando uma estrela fictícia do Boston Celtics. Ele teve papéis na série de televisão, Midnight Caller, em alguns episódios de 1989 e interpretou o treinador do Cleveland Cavaliers em Eddie (1996). Ele também desempenhou um papel como "The Premiere" no filme de 1997. The Definite Maybe.
English mais tarde atuou em um filme de 2007 chamado Lumera para o qual seu filho Alex Jr. foi o produtor e diretor executivo. Em 2013, ele apareceu em um especial de TV de meia hora chamado The Nothing But Net Show, que também foi dirigido por seu filho.

## Vida pessoal
English é casado com Vanessa English e têm cinco filhos. A partir de 2020, English reside em Blythewood, Carolina do Sul.

## Estatísticas na NBA

### Temporada regular
| Ano      | Equipe    | PJ    | PT  | MPJ  | AP   | 3P   | LL   | RT  | AS  | BR  | TO  | PPJ   |
| -------- | --------- | ----- | --- | ---- | ---- | ---- | ---- | --- | --- | --- | --- | ----- |
| 1976–77  | Milwaukee | 60    | 6   | 10.8 | .477 | –    | .767 | 2.8 | .4  | .3  | .3  | 3.2   |
| 1977–78  | Milwaukee | 82    | 4   | 18.9 | .542 | –    | .727 | 4.8 | 1.6 | .5  | .7  | 9.6   |
| 1978–79  | Indiana   | 81    | 69  | 33.3 | .511 | –    | .752 | 8.1 | 3.3 | .9  | 1.0 | 16.0  |
| 1979–80  | Indiana   | 54    | 15  | 28.3 | .504 | .000 | .814 | 7.0 | 2.6 | .8  | .6  | 14.9  |
| 1979–80  | Denver    | 24    | 24  | 36.5 | .485 | .667 | .762 | 9.4 | 3.4 | 1.2 | 1.2 | 21.3  |
| 1980–81  | Denver    | 81    | 81  | 38.2 | .494 | .600 | .850 | 8.0 | 3.6 | 1.3 | 1.2 | 23.8  |
| 1981–82  | Denver    | 82    | 82  | 36.8 | .551 | .000 | .840 | 6.8 | 5.3 | 1.1 | 1.5 | 25.4  |
| 1982–83  | Denver    | 82    | 82  | 36.4 | .516 | .167 | .829 | 7.3 | 4.8 | 1.4 | 1.5 | 28.4* |
| 1983–84  | Denver    | 82    | 77  | 35.0 | .529 | .143 | .824 | 5.7 | 5.0 | 1.0 | 1.2 | 26.4  |
| 1984–85  | Denver    | 81    | 81  | 36.1 | .518 | .200 | .829 | 5.7 | 4.2 | 1.2 | .6  | 27.9  |
| 1985–86  | Denver    | 81    | 81  | 37.3 | .504 | .200 | .862 | 5.0 | 4.0 | .9  | .4  | 29.8  |
| 1986–87  | Denver    | 82    | 82  | 37.6 | .503 | .267 | .844 | 4.2 | 5.1 | .9  | .3  | 28.6  |
| 1987–88  | Denver    | 80    | 80  | 35.2 | .495 | .000 | .828 | 4.7 | 4.7 | .9  | .3  | 25.0  |
| 1988–89  | Denver    | 82    | 82  | 36.5 | .491 | .250 | .858 | 4.0 | 4.7 | .8  | .1  | 26.5  |
| 1989–90  | Denver    | 80    | 80  | 27.6 | .491 | .400 | .880 | 3.6 | 2.8 | .6  | .3  | 17.9  |
| 1990–91  | Dallas    | 79    | 26  | 22.1 | .439 | .000 | .850 | 3.2 | 1.3 | .5  | .3  | 9.7   |
| Carreira | Carreira  | 1.193 | 952 | 31.6 | .503 | .222 | .819 | 5.6 | 3.5 | .8  | .7  | 20.9  |
| All-Star | All-Star  | 8     | 4   | 18.5 | .500 | .000 | .500 | 2.3 | 1.9 | .8  | .5  | 9.1   |

### Playoffs
| Ano      | Equipe    | PJ | PT | MPJ  | AP   | 3P   | LL   | RT  | AS  | BR  | TO  | PPJ  |
| -------- | --------- | -- | -- | ---- | ---- | ---- | ---- | --- | --- | --- | --- | ---- |
| 1978     | Milwaukee | 9  | –  | 23.1 | .615 | –    | .781 | 4.7 | 1.4 | .7  | .8  | 13.4 |
| 1982     | Denver    | 3  | –  | 39.3 | .473 | .000 | .857 | 7.7 | 5.7 | 1.0 | 1.0 | 19.3 |
| 1983     | Denver    | 7  | –  | 38.6 | .447 | .000 | .887 | 6.3 | 6.0 | .6  | 1.0 | 25.9 |
| 1984     | Denver    | 5  | –  | 40.6 | .588 | .000 | .893 | 8.0 | 5.6 | .6  | .4  | 29.0 |
| 1985     | Denver    | 14 | 14 | 38.3 | .536 | .000 | .890 | 6.6 | 4.5 | 1.2 | .4  | 30.2 |
| 1986     | Denver    | 10 | 10 | 39.4 | .463 | .000 | .859 | 3.5 | 5.2 | .4  | .4  | 27.3 |
| 1987     | Denver    | 3  | 3  | 25.3 | .510 | .000 | .857 | 4.7 | 3.3 | .0  | .0  | 18.7 |
| 1988     | Denver    | 11 | 11 | 39.8 | .455 | .000 | .814 | 5.4 | 4.4 | .6  | .3  | 24.3 |
| 1989     | Denver    | 3  | 3  | 36.0 | .516 | .000 | .875 | 4.3 | 3.7 | .3  | .0  | 26.0 |
| 1990     | Denver    | 3  | 3  | 25.3 | .568 | .000 | .818 | 3.0 | 3.0 | .7  | .3  | 19.7 |
| Carreira | Carreira  | 68 | 44 | 34.5 | .517 | .000 | .853 | 5.4 | 4.2 | .6  | .4  | 23.3 |

Fonte: